# Luci Juli Jul (cònsol 401 aC)
Luci Juli Jul (en llatí Lucius Julius L. F. Vopiscus N. Julus) va ser un magistrat romà dels segles V i IV aC. Era fill de Luci Juli Vopisc Jul i formava part de la gens Júlia, una antiga gens romana d'origen patrici.
Va ser tribú consular per primer cop l'any 401 aC amb cinc col·legues. En aquest any van entrar en l'exercici del càrrec a les calendes d'octubre en lloc de la data habitual, els idus de desembre, degut a la derrota dels seus predecessors davant Veïs. Tot l'any va estar ple de lluites exteriors i conflictes interns. Ho va ser per segona vegada l'any 397 aC amb el mateix nombre de col·legues. Ell i el seu col·lega Aule Postumi Albí Regil·lense van sorprendre els tarquinians que venien de saquejar la comarca de Roma i els van derrotar recuperant el botí que portaven.